# 면천면
면천면(沔川面)은 대한민국 충청남도 당진시의 면이다.

## 행정 구역
- 대치리(大峙里)
- 문봉리(文峰里)
- 사기소리(沙器所里)
- 삼웅리(三雄里)
- 성상리(城上里)
- 성하리(城下里)
- 송학리(松鶴里)
- 원동리(元東里)
- 율사리(栗寺里)
- 자개리(自開里)
- 죽동리(竹東里)